# Phanerochaete bubalina
Phanerochaete bubalina är en svampart som beskrevs av Burds. 1985. Phanerochaete bubalina ingår i släktet Phanerochaete och familjen Phanerochaetaceae.   Inga underarter finns listade i Catalogue of Life.